# Mycetinis
Часничник (Mycetinis) — рід грибів родини Omphalotaceae. Назва вперше опублікована 1909 року.

## Поширення та середовище існування
В Україні зростають часничник дрібний (Mycetinis scorodonius) та часничник великий (Mycetinis alliaceus).

## Практичне використання
Серед роду зустрічаються їстівні гриби, що використовується свіжим та сушеним в якості приправи.

## Гелерея

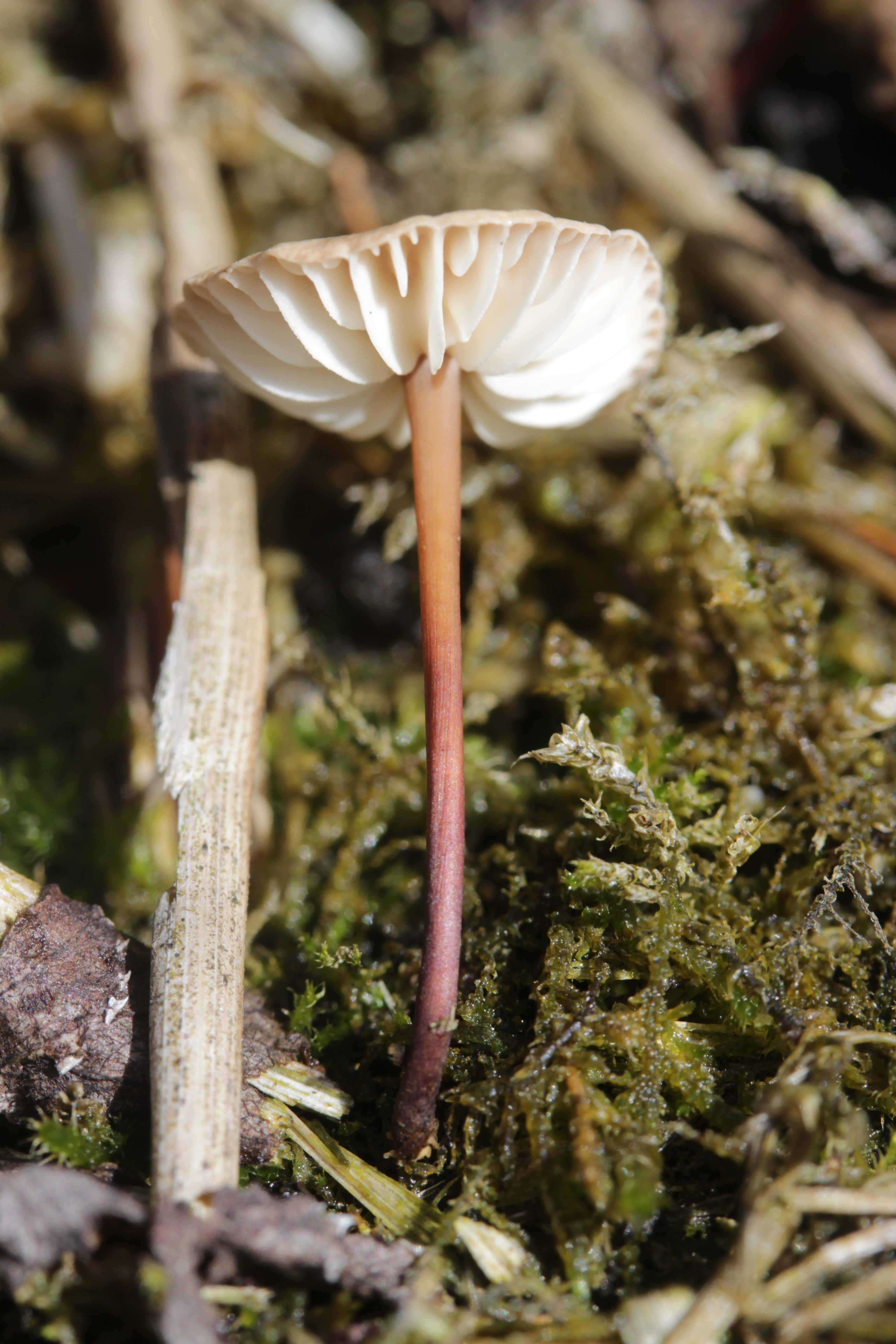
Mycetinis scorodonius
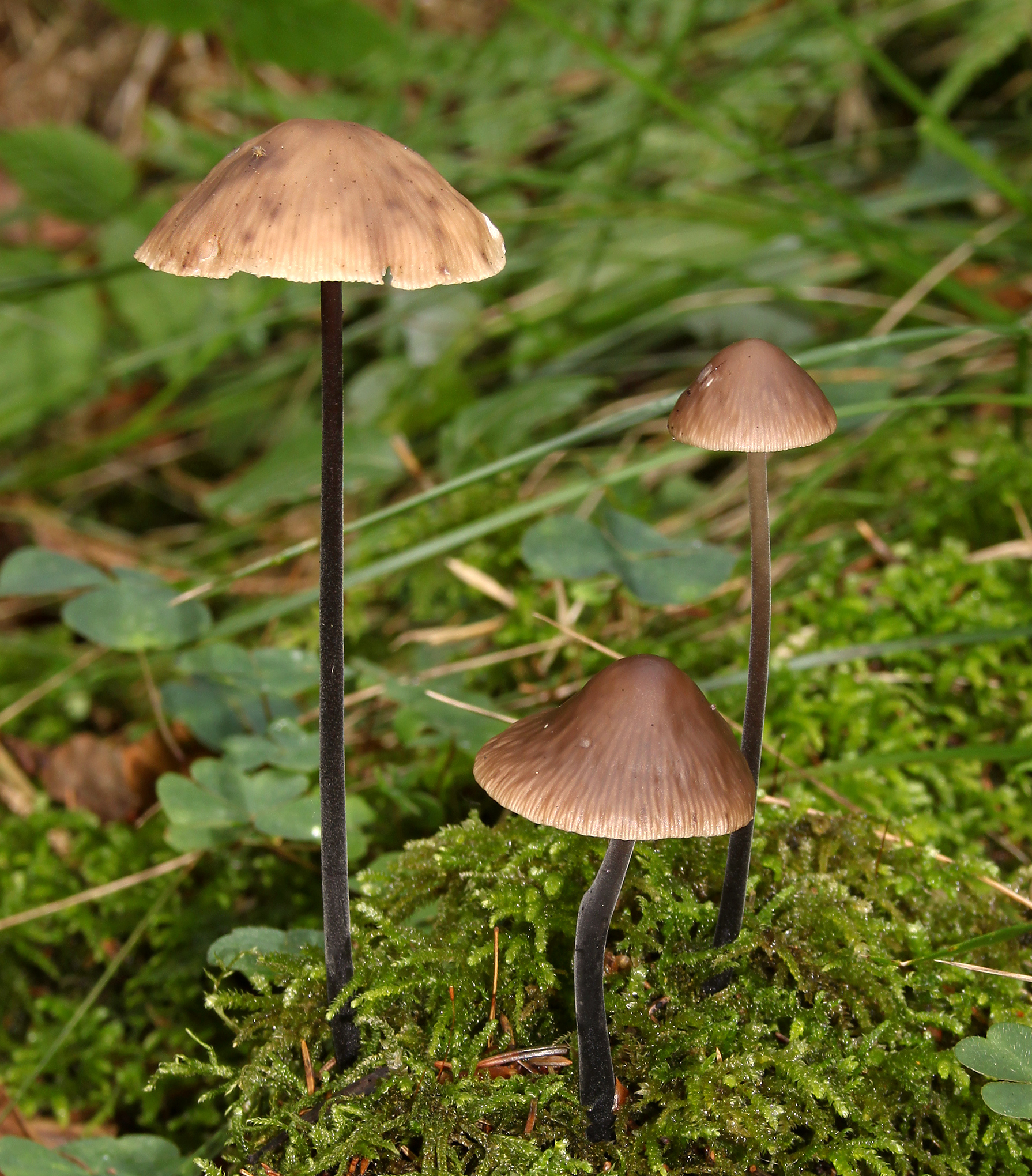
Mycetinis alliaceus
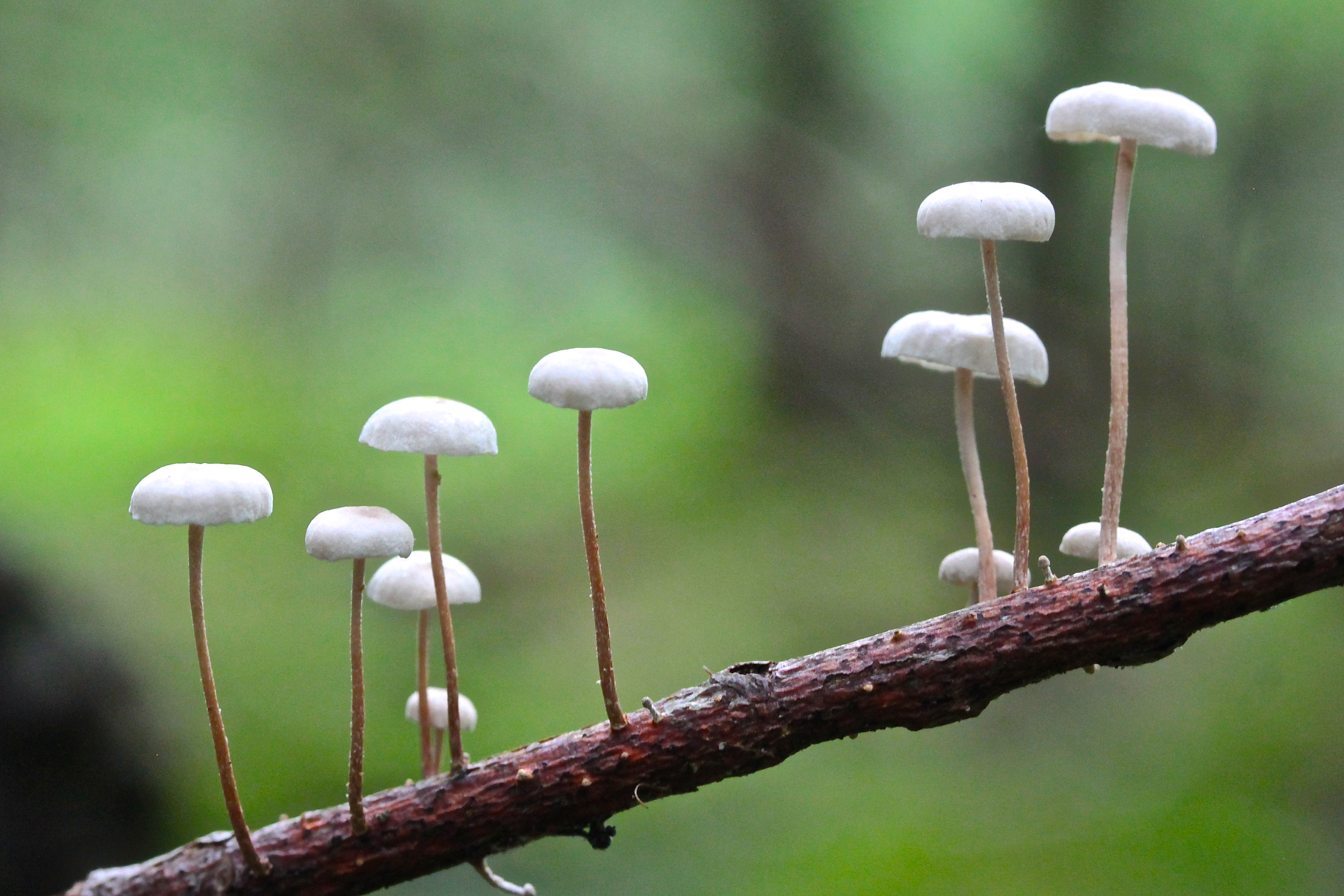
Mycetinis opacus